# Sparautomat
Ein Sparautomat ist ein Automat, der nach Münzeinwurf ein kleines Schokoladentäfelchen und/oder Bonbons ausgibt.

## Geschichte

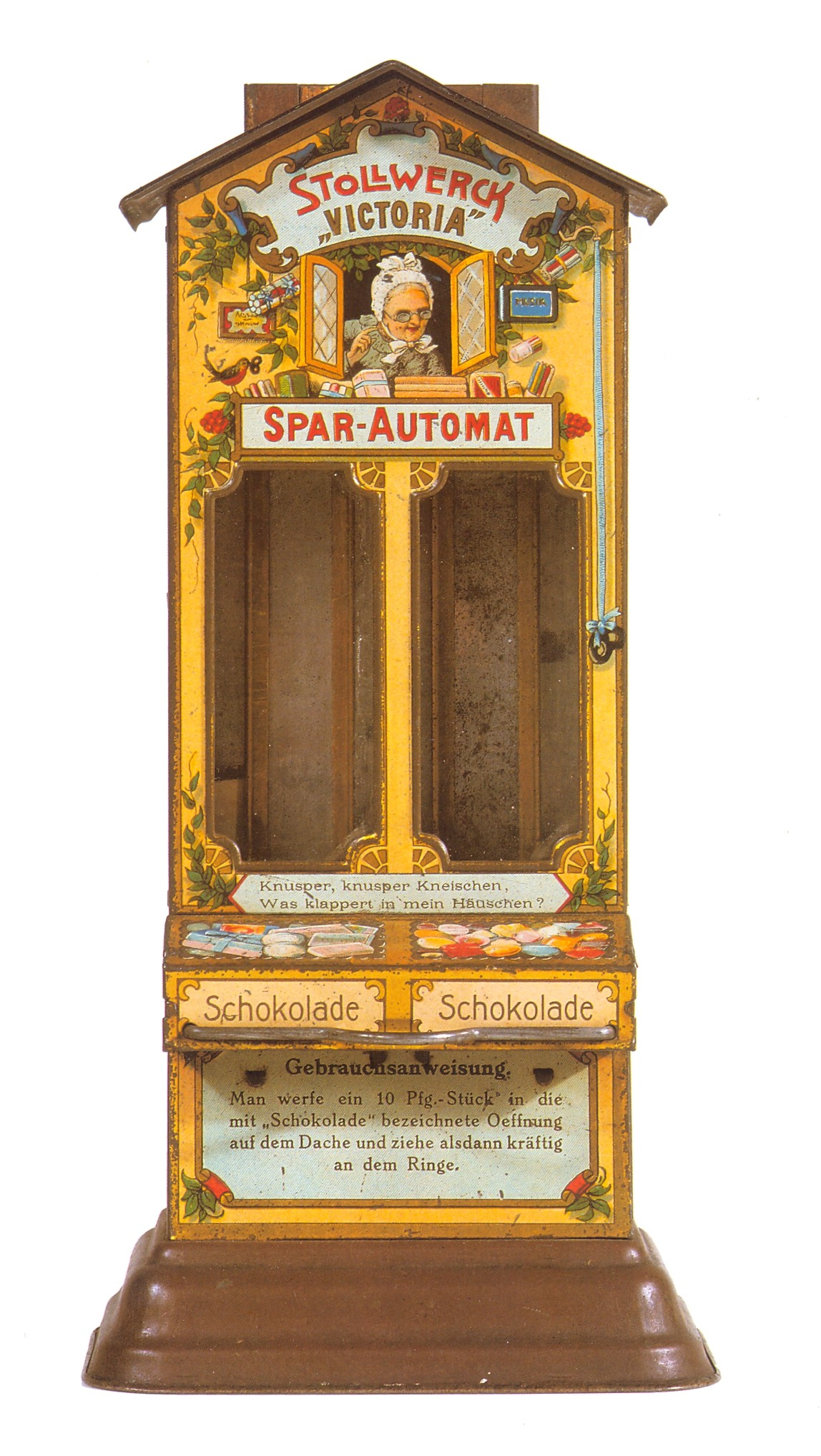
Stollwerck Sparautomat „Victoria“ von 1905

Der Kölner Schokoladeproduzent Ludwig Stollwerck stellte ab 1887 die ersten Verkaufsautomaten in Deutschland auf. Die Automaten waren anfangs Teil seiner Werbestrategie, die darauf abzielte, über die Automatenverteilung preiswerter Proben den Verkauf der Stollwerck-Produkte im Handel zu fördern. Die „Automatie“ bildete schon bald eine neue Vertriebsform für Schokolade und eine Vielzahl weiterer Stollwerck-Produkte. 18 Millionen Tafeln Schokolade wurden allein 1890 über Automaten abgesetzt.
Der Erfolg der großen Verkaufsautomaten führte dazu, dass Ludwig Stollwerck ab 1890 auch Automaten im Spielzeugformat produzieren ließ. Mit der „automatischen Chocolade Sparkasse“ wollte er die Jugend „rechtzeitig an Sparsamkeit“ gewöhnen und den Kindern eine „Anspornung zum Fleisse“ geben.
Die Sparautomaten hatten einen einfachen Mechanismus: Man konnte nach Öffnen eines kleinen seitlichen Schlosses Rückwand und Dach abheben und so die eingeworfenen Geldstücke wieder entnehmen. Von diesem Geld sollten natürlich wieder die Stollwerck-Nachfüll-Packungen erworben werden. Es blieb aber auch immer noch ein Betrag zum Sparen übrig.
Die Sparautomaten waren ein voller Erfolg: bis 1902 wurden schon 750.000 Stück verkauft. Hersteller war aber nicht Stollwerck selbst, sondern die 1878 gegründete Fabrik von Friedrich Anton Reiche (1845–1913). Dessen Dresdener "Schokoladenformen- und Blechemballagenfabrik" galt als bedeutendste Fabrikation von Schokoladeformen und Blechspielzeug in Deutschland. 1895 produzierten dort etwa 1.100 Belegschaftsangehörige für nahezu alle Schokoladeproduzenten Formen und Blechverpackungen, während die Sparautomaten exklusiv für Ludwig Stollwerck hergestellt wurden.